# Foho Ariana
Der Foho Ariana (deutsch Berg Ariana) ist ein osttimoresischer Berg im Suco Uatu Haco (Verwaltungsamt Venilale, Gemeinde Baucau). Er befindet sich nordwestlich des Dorfes Ariana. Der Foho Ariana hat eine Höhe von 967 m. Auf dem Berg steht eine Maria-Hilf-Statue (Maria Auxiliadora), zu der ein Fußweg hinaufführt.